# Concerto pour basson de Weber
Pour les articles homonymes, voir Concerto pour basson (homonymie).
Le Concerto pour basson en fa majeur, op. 75 (J. 127), est un concerto pour basson et orchestre de Carl Maria von Weber composé en 1811 à l'intention du bassoniste Georg Friedrich Brandt, dédicataire de l’œuvre. 

## Composition et création
Début 1811, Carl Maria von Weber est en tournée à Munich, où il compose le Concertino pour clarinette pour le clarinettiste Bärmann. Devant le succès rencontré, deux concertos supplémentaires pour clarinette sont commandés par le roi de Bavière Maximilien Ier, et d'autres musiciens de l'orchestre de la Cour de Munich s'emploient à convaincre Weber d'écrire à leur intention. Seul le bassoniste Georg Friedrich Brandt y parvient. La partition, dédiée au musicien, est composée entre le 14 et le 27 novembre 1811,.  
La création est donnée à Munich le 28 décembre 1811. Brandt jouera régulièrement la pièce, en 1812 à Vienne, en 1813 à Prague, en 1817 à Ludwigslust, notamment,.  
L’œuvre connaît une révision en 1822 par Weber lui-même : allongement des principaux tutti orchestraux dans le premier mouvement, quelques modifications de la partie soliste, ajout d'indications expressives et dynamiques, réécriture de certains passages de cordes dans l'accompagnement. C'est cette version qui est publiée l'année suivante par A. M. Schlesinger à Berlin,.  

## Structure
L'œuvre, d'une durée moyenne d'exécution de dix-sept, dix-huit minutes environ, est constituée de trois mouvements :
1. Allegro ma non troppo à quatre temps, noté , de tonalité principale fa majeur, qui présente « des contrastes saisissants entre son premier thème martial, son second thème mélodique et les passages obligés d'une œuvre de bravoure[4] » ;
2. Adagio à 
, en si bémol majeur, qui « évoque d'une manière touchante le monde romantique d'opéras tels que le Freischütz ou Euryanthe[4] » ;
3. Rondo — Allegro à 
 en fa majeur, « rondo final plein d'esprit et brillant [qui] conduit cette œuvre originale à sa conclusion[4] ».

Le Concerto porte le numéro d'opus 75 et, dans le catalogue des œuvres du compositeur établi par Friedrich Wilhelm Jähns, la référence J. 127.

## Instrumentation
L'œuvre est composée pour un basson soliste accompagné par un orchestre symphonique :
| Instrumentation du Concerto pour basson                              |
| Bois                                                                 |
| 2 flûtes, 2 hautbois, 2 bassons                                      |
| Cuivres                                                              |
| 2 cors, 2 trompettes                                                 |
| Percussions                                                          |
| 2 timbales                                                           |
| Cordes                                                               |
| Premiers violons, seconds violons, altos, violoncelles, contrebasses |

## Discographie
- Concerto en fa majeur, op. 75 - Milan Turković, basson ; Orchestre symphonique de Bamberg, dir. Hanns-Martin Schneidt (1972, DG) (OCLC 987438946 et 1154016005)
- Concerto en fa majeur, op. 75 - László Hara, basson ; Orchestre de chambre Liszt Ferenc Budapest, dir. Ervin Lukács (1989, Hungaroton) (OCLC 60759852) — Avec ceux de Rosetti, Franz Danzi et Peter Winter.
- Hummel - Weber, Bassoon Concertos - Fagottkonzerte — Klaus Thunemann (basson), Academy of St Martin in the Fields, Sir Neville Marriner (dir.) — Philips Classics 432 081-2, décembre 1989 (version de 1811) (OCLC 30403093).
- Concerto en fa majeur, op. 75 - Christian Davidsson, basson ; Orchestre de chambre Sundsvall, dir. Niklas Willén (décembre 1994, BIS) (OCLC 808242684 et 780720026) — Avec ceux de Hummel, Édouard Du Puy et Franz Danzi.
- Concerto en fa majeur, op. 75 ; Andante e Rondo Ungarese, op. 35 — Jaako Luoma (basson), Tapiola Sinfonietta, Jean-Jacques Kantorow (dir.) — BIS Records BIS-SACD-1620, 2009 (version révisée de 1822) (OCLC 1085365966) — Avec les Symphonies.
- Concerto en fa majeur, op. 75 ; Andante e Rondo Ungarese, op. 35 - Laurence Perkins, basson ; Manchester Camerata, dir. Douglas Boyd (2002, Hyperion CDA67288) (OCLC 844928601) — Avec ceux de Mozart, Michael Haydn et Karl Stamitz.
- Concerto en fa majeur, op. 75 - Rodion Tolmachev, basson ; Orchestre du théâtre Mariinsky, dir. Ivan Stolbov (2014, Melodiya) (OCLC 953530045) — Avec ceux de Antonio Vivaldi (RV 481, 484 et 497) et André Jolivet.
- Concerto en fa majeur, op. 75 - Theo Plath, basson ; Deutsche Radio Philharmonie, dir. Leo McFall (2019, Guenuin) (OCLC 1159138516) — Avec ceux de Bernhard Crusell, Marcel Bitsch et André Jolivet.

### Ouvrages généraux
- François-René Tranchefort (dir.), Guide de la musique symphonique, Paris, Fayard, coll. « Les indispensables de la musique », 1996 (1re éd. 1986), 896 p. (ISBN 2-213-01638-0).

### Monographies
- Jean-Luc Caron et Gérard Denizeau, Carl Maria von Weber, Paris, bleu nuit éditeur, coll. « horizons » (no 73), 2019, 176 p. (ISBN 978-2-358-84087-3).
- John Warrack (trad. Odile Demange), Carl Maria von Weber, Paris, Fayard, 1987, 480 p. (ISBN 978-2-213-01979-6).